# Boris Lambert
Boris Lambert (Han-sur-Lesse, 10 april 2000) is een Belgisch voetballer die uitkomt voor KAS Eupen. Hij speelt bij voorkeur als verdedigende middenvelder of als centrale verdediger.

## Carrière
Als jeugdspeler was Lambert actief bij Standard Luik en Excelsior Virton om uiteindelijk bij KAS Eupen te belanden. Beñat San José, toenmalig coach van het eerste elftal, haalde hem aan het begin van het seizoen 2018/19 voor het eerst naar het eerste elftal. Zijn officieel debuut volgde pas twee seizoenen later, onder coach Stefan Krämer. In de competitiewedstrijd tegen Club Brugge mocht Lambert na 57 minuten invallen voor Jonathan Heris. In de 77ste minuut was hij meteen goed voor een assist voor het doelpunt van Julien Ngoy wat Eupen toen op een 1-2 voorsprong zette. De wedstrijd zou uiteindelijk eindigen op een 2-2 gelijkspel. Op 14 augustus 2021 kreeg Lambert zijn eerste basisplaats in de thuiswedstrijd tegen Sint-Truidense VV. In de 21ste minuut opende hij via een kopbaldoelpunt op een hoekschop de score. Lambert brak dat seizoen volledig door en dwong een basisplaats af. Na dat seizoen werd het contract van Lambert met 5 seizoenen verlengt, tot de zomer van 2027.

## Statistieken
| Seizoen         | Club            | Land               | Competitie      | Competitie | Competitie | Beker | Beker | Supercup | Supercup | Europees | Europees | Totaal | Totaal |
| Seizoen         | Club            | Land               | Competitie      | Wed.       | Dlp.       | Wed.  | Dlp.  | Wed.     | Dlp.     | Wed.     | Dlp.     | Wed.   | Dlp.   |
| --------------- | --------------- | ------------------ | --------------- | ---------- | ---------- | ----- | ----- | -------- | -------- | -------- | -------- | ------ | ------ |
| 2021/22         | KAS Eupen       | Vlag van België    | Eerste klasse A | 30         | 2          | 5     | 0     | —        | —        | —        | —        | 35     | 2      |
| 2022/23         | KAS Eupen       | Vlag van België    | Eerste klasse A | 32         | 4          | 0     | 0     | —        | —        | —        | —        | 32     | 4      |
| 2023/24         | KAS Eupen       | Vlag van België    | Eerste klasse A | 22         | 0          | 0     | 0     | 0        | 0        | 0        | 0        | 22     | 0      |
| 2024/25         | KAS Eupen       | Vlag van België    | Eerste klasse B | 1          | 0          | 0     | 0     | 0        | 0        | 0        | 0        | 1      | 0      |
| 2024/25         | Willem II       | Vlag van Nederland | Eredivisie      | 14         | 1          | 2     | 0     | 0        | 0        | 0        | 0        | 16     | 1      |
| Carrière totaal | Carrière totaal | Carrière totaal    | Carrière totaal | 99         | 7          | 7     | 0     | 0        | 0        | 0        | 0        | 106    | 7      |

1 Moser ·
2 Van Genechten ·
3 Davidson ·
4 Baiye ·
7 Nuhu ·
8 Peeters ·
9 Prevljak ·
10 Charles-Cook ·
11 N'Dri ·
13 S. Keita ·
14 Deom ·
15 Magnée ·
17 Bitumazala ·
18 A. Keita ·
20 Magee ·
23 Christie-Davis ·
24 Wakaso ·
28 Paeshuyse ·
29 Alloh ·
30 Gorenc ·
33 Nurudeen ·
35 Lambert ·
47 Offermann ·
77 Oger ·
99 Roufosse ·
Coach: Still